# Brad Henry
Charles Bradford ”Brad” Henry, född 10 juni 1963 i Shawnee, Oklahoma, är en amerikansk demokratisk politiker. Han var Oklahomas guvernör 2003–2011.

## Bakgrund
Henry föddes i Shawnee som son till domaren och delstatspolitikern Charles Henry. Han avlade 1985 grundexamen i nationalekonomi vid University of Oklahoma. Han fortsatte sedan med studier i juridik och avlade 1988 juristexamen vid University of Oklahoma School of Law. Han var där dessutom chefredaktör på Oklahoma Law Review. Han invaldes 1992 i Oklahomas senat.

## Guvernör i Oklahoma
I 2002 års guvernörsval besegrade han republikanen Steve Largent och en obunden kandidat, Gary Richardson. Henry fick dryga 43 procent av rösterna mot 42,6 procent för Largent. Richardson, en före detta demokrat, fick 14 procent. Henry svor ämbetseden inför sin kusin, domaren Robert Harlan Henry.
I 2006 års guvernörsval besegrade Henry lätt kongressledamoten Ernest Istook. Henry fick hela 66,5 procent av rösterna.
Henry profilerade sig i utbildningsfrågor och sänkte skatterna i delstaten.